# Bęćkowo
Bęćkowo – wieś w Polsce położona w województwie podlaskim, w powiecie grajewskim, w gminie Szczuczyn. 
W Bęćkowie znajduje się świetlica wiejska, oraz działa ochotnicza straż pożarna. Wierni kościoła rzymskokatolickiego należą do parafii Imienia Najświętszej Maryi Panny w Szczuczynie.

## Historia
Prywatna wieś szlachecka Bęczkowo położona była w drugiej połowie XVI wieku w powiecie wąsoskim ziemi wiskiej województwa mazowieckiego. W latach 1954–1961 wieś należała i była siedzibą władz gromady Bęćkowo, po jej zniesieniu w gromadzie Szczuczyn. W latach 1975–1998 miejscowość administracyjnie należała do województwa łomżyńskiego.

## Zabytki
- dwór barokowy wybudowany w latach 1752-1760 dla Pawła Karwowskiego[11]. Na pocz. XIX w. dobra przeszły w posiadanie rodziny Klimontowiczów. Po zniszczeniach w czasie II wojny światowej odbudowany po 1958 roku. Własność prywatna[12].